# Ophichthus mystacinus
Ophichthus mystacinus is een straalvinnige vissensoort uit de familie van slangalen (Ophichthidae). De wetenschappelijke naam van de soort is voor het eerst geldig gepubliceerd in 1999 door McCosker.